# هيئة تنظيم الاتصالات (قطر)
هيئة تنظيم الاتصالات (بالإنجليزية: Communications Regulatory Authority)هي هيئة قطرية مستقلة تتولى تنظيم قطاع الاتصالات وتكنولوجيا المعلومات، وقطاع البريد، والنفاذ إلى الإعلام الرقمي أنشأت عام 2014 بموجب القرار الأميري رقم 42 لسنة 2014. وتعمل الهيئة على تشجيع ودعم قطاع اتصالات مفتوح، وتنافسي لضمان توفير خدمات اتصالات متقدمة وموثوق بها مع الالتزام بتحقيق التوازن بين حقوق المستهلكين وتلبية احتياجات مقدمي الخدمة.

## إدارة
ترأس هيئة تنظيم الاتصلات السيد محمد علي المناعي والذي تم تعيينه رئيساً للهيئة بموجب القرار الأميري رقم / 25 / لسنة 2015.  وظل رئسياً للهيئة حتى تعيينه وزيراً للاتصالات وتكنولوجيا المعلومات في أكتوبر 2021